# Tomorrow (Giovanni Allevi)
Tomorrow è un singolo del compositore italiano Giovanni Allevi, pubblicato l'8 dicembre 2023.

## Descrizione
Il brano è una ballata per pianoforte solo, con un tempo lento, scritto durante il periodo di ritiro forzato dalle scene a cui Allevi era stato costretto a causa della patologia tumorale, un mieloma multiplo, che lo aveva colpito.
Come confermato dallo stesso compositore, Tomorrow è dedicato ai gruppi attivisti ambientalisti partecipanti alla Youth4Climate, conferenza giovanile sui cambiamento climatici organizzata a partire dalla COP26.
Allevi ha eseguito Tomorrow per la prima volta dal vivo il 7 febbraio 2024, durante la seconda serata del Festival di Sanremo: si è trattato della sua prima esibizione in pubblico dopo quasi due anni.

## Video musicale
Di Tomorrow è stato realizzato un video musicale ambientato ai Fori Imperiali di Roma, di fronte al Colosseo, e girato durante la terza edizione della conferenza Youth4Climate, con la collaborazione del comitato organizzativo della Giornata della Terra, del Ministero dell'ambiente italiano e del Parco Archeologico del Colosseo.
Il videoclip è stato presentato ufficialmente al pubblico l'8 dicembre 2023, durante la COP28 di Dubai.

## Tracce
1. Tomorrow – 2:30